# Saijian
Saijian (kinesiska: 赛涧) är en socken i östra Kina. Den ligger i Yingshang härad i staden Fuyang i provinsen Anhui, omkring 110 kilometer nordväst om provinshuvudstaden Hefei. Antalet invånare är 18136. Befolkningen består av 8 928 kvinnor och 9 208 män. Barn under 15 år utgör 18,0 %, vuxna 15-64 år 71 %, och äldre över 65 år 9,0 %.
Saijian är en etnisk minoritetssocken för huifolket.